# Joaquim Reig i Rodríguez
Joaquim Reig i Rodríguez (València, 27 d'octubre de 1896 - Madrid, 16 de juny de 1989) fou un polític i empresari valencià, diputat a Corts durant la Segona República.

## Biografia
Es llicencià en dret el 1916 i fou membre del cos jurídic militar de 1919 a 1925. Tot i això havia estat membre de la Joventut Valencianista el 1918 fou un dels fundadors amb Ignasi Villalonga i Villalba de la Unió Valencianista Regional, i director fins al 1924 del periòdic La Correspondencia de Valencia, òrgan del partit. Ambdós fundarien també el diari El Camí el 1932.
Esdevingué cap del partit en proclamar-se la Segona República Espanyola, fou regidor de l'ajuntament de València el 1931-1934, i formà part de la comissió proestatut i de la minoria valencianista de la corporació municipal. Desaparegut el seu partit, a les eleccions de 1933 fou elegit diputat per la Lliga Catalana mercè la seva amistat amb Francesc Cambó. Intentà refer el seu antic partit, i fou cap del Centre d'Actuació Valencianista el 1933 i fundà la Unió Valencianista el 1936. També fou director del Centre de Cultura Valenciana el 1932, però fou molt criticat pels polítics valencianistes per donar suport a la iniciativa del seu partit de dur al Tribunal de Garanties Constitucionals la Llei de Contractes de Conreu.
En esclatar la guerra civil espanyola assolí el grau de comandant de l'exèrcit i escapà a París, on col·laborà amb Joan Estelrich i Artigues en el Bureau d'Information Espagnole, oficina propagandística de suport al nou règim de Francisco Franco creada per Francesc Cambó. Després de la guerra fou director del Banc de València, vicepresident del Banc Central i membre del consell d'administració d'empreses com Construcciones Devis (després MACOSA), Autopistas Mare Nostrum, Dragados y Construcciones, Industrias Químicas Canarias i Obras y Finanzas.

## Obres
- Concepte doctrinal del valencianisme (1932)